# Анкарсвэрд, Карл Хенрик
Граф Карл-Генрих Анкарсвэрд (швед. Karl Henrik Anckarswärd; 22 апреля 1782, Свеаборг — 25 января 1865 , Стокгольм) — шведский военачальник, полковник, политик, лидер оппозиции в шведском парламенте.

## Биография
Старший сын графа Михаэля Анкарсвэрда (1742–1838), который на 96 году жизни, получил за своё участие в революции 1772 года чин полковника и дворянство (его фамильное имя было Косва) и затем за разные военные заслуги постепенно достиг чина генерала и графского достоинства.
Карл-Генрих рано поступил на военную службу. В чине майора отличился в ходе Датско-шведской войны (1808—1809).
Активно участвовал в Государственном перевороте в Швеции 1809 года, в которой был сильно замешан, стал полковником.
Во время похода во Францию (1813), последовал со своим полком за кронпринцем Бернадоттом в Германию; но из-за письма к последнему, в котором резко порицал войну и его политику, вынужден был уйти в отставку. 
Вернувшись на родину, некоторое время жил частным человеком в своем имении Карлслунде, близ Оребро. В 1817 году стал депутатом риксдага и сразу занял главенствующую роль тогдашней оппозиции. Беспощадно громил правительство, а его личная ненависть к королю Карлу часто увлекала его до таких страстных выходок, что он неоднократно возбуждал неудовольствие своей собственной партии, тем более, что он нисколько не скрывал своей приверженности к строгим аристократическим принципам. 
Его политические взгляды изложены им в «Политической исповеди» 1833 года, а ещё раньше, в 1830 году, издал вместе с Г. Г. Рихтером «Проект преобразования народного представительства». Остался в оппозиции и после смерти короля Карла XIV Юхана (1844).